# Bocksweizen
Der Bocksweizen (Atraphaxis) ist eine Pflanzengattung innerhalb der Familie der Knöterichgewächse (Polygonaceae). Die etwa 25 Arten sind von Mittel- und Westasien über Südrussland bis ans Mittelmeer verbreitet. Einige Arten werden in Steppen- und Steingärten als Zierpflanzen verwendet.

## Beschreibung

### Vegetative Merkmale

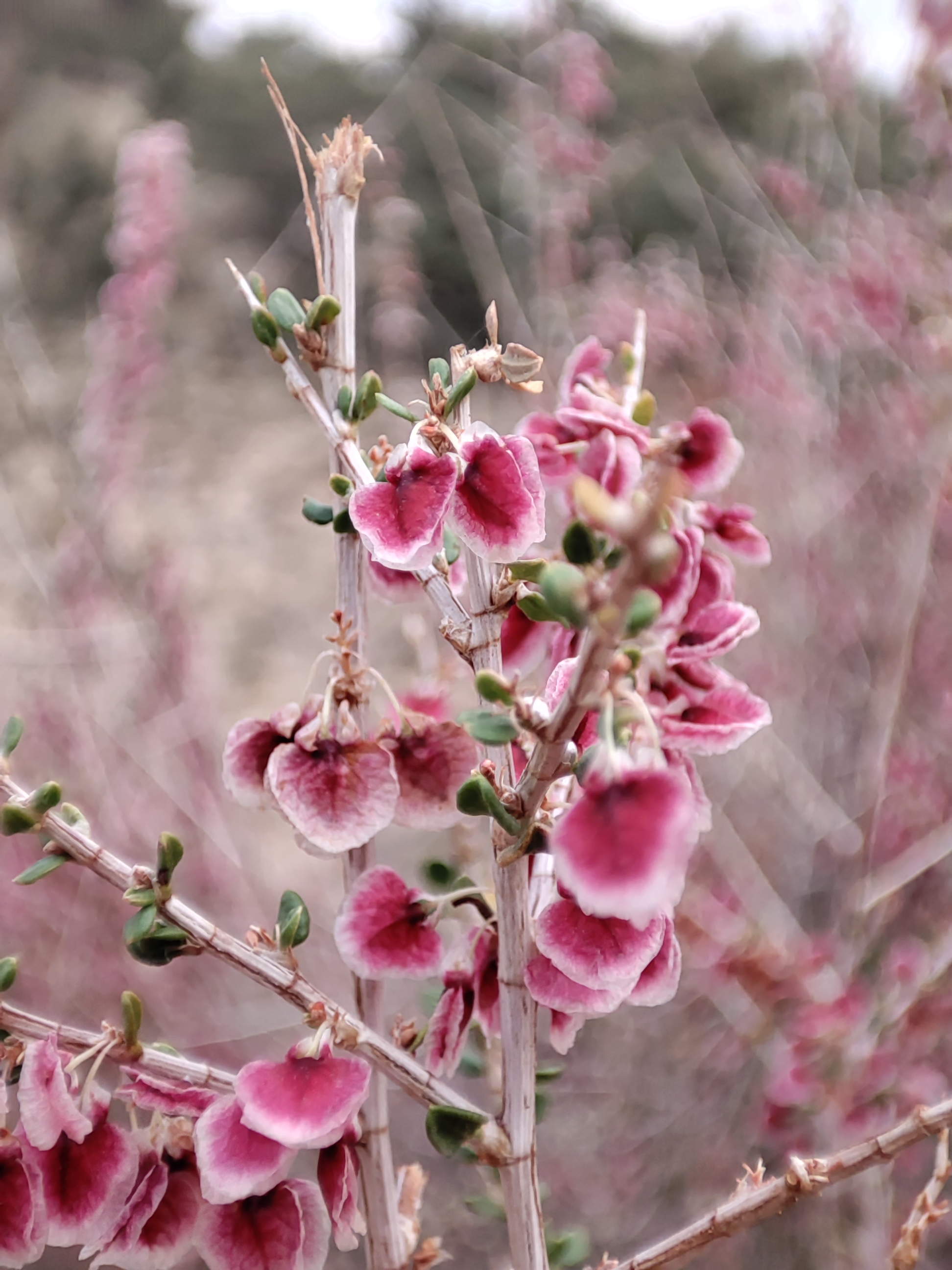
Atraphaxis sp., Blüte

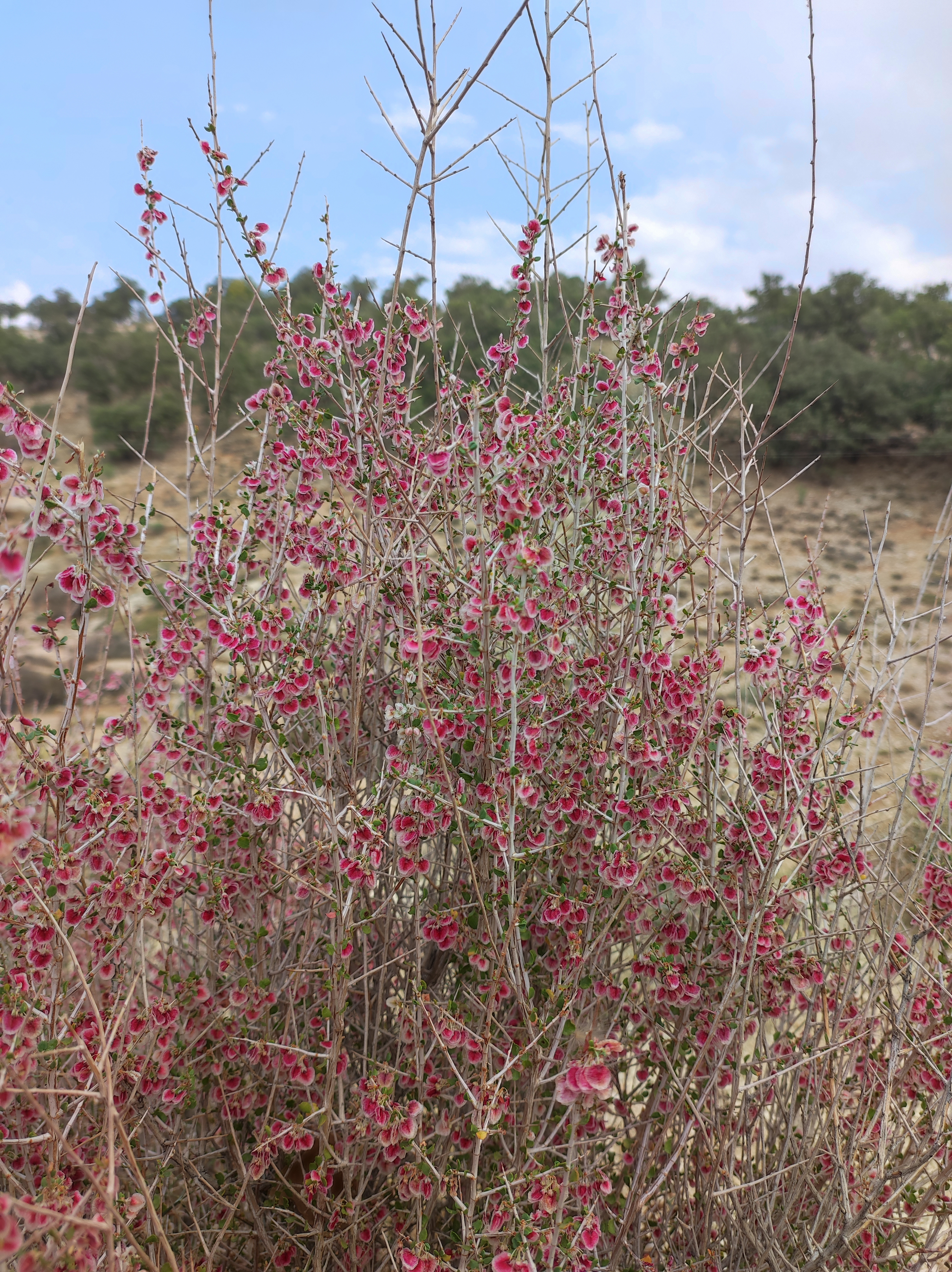
Atraphaxis sp., Habitus

Die Bocksweizen_Arten wachsen als sommergrüne, niedrige und stark verzweigte Sträucher. Die Rinde der dornigen oder „unbewährten“ Zweige ist kahl. Die weniger als einjährigen Zweige tragen Laubblätter und Blüten. Die Laubblätter sind wechselständig oder selten in Büschel angeordnet. Die Laubblätter sind fast sitzend und haben eine einfache Blattspreite. Die häutigen Gelenkscheiden sind deutlich ausgebildet, haben zwei Adern und sind an der Spitze zweigeteilt.

### Generative Merkmale
Die Blüten sind zwittrig und wachsen locker oder dicht in den Blattachseln traubiger Blütenständen an den Enden oder Seiten der Zweige. Die Blütenstiele sind dünn und gegliedert.
Die Blütenhülle ist einfach, deutlich geadert, vier- oder fünfteilig und in zwei Kreisen angeordnet. Die äußeren Hüllblätter sind kleiner als die inneren und deutlich zurückgeschlagen und bis zum Grund frei. Die zwei bis drei inneren Hüllblätter sind gerade und umschließen die Frucht. Es werden sechs bis acht Staubblätter gebildet. Die Staubfäden erweitern sich zur Basis hin und vereinigen sich in einen drüsigen Ring. Der Fruchtknoten ist oberständig, linsenartig zusammengedrückt oder hat einen dreieckigen Querschnitt. Die zwei bis drei Griffel sind kurz, die Narben sind kopfig angeordnet.
Die glänzend braunen Nüssfrüchte sind bei einer Länge von etwa 4 Millimetern eiförmige, zwei- oder dreikantige, mit beinahe flügelartigen Kanten.

## Systematik und Verbreitung
Die Gattung Atraphaxis wurde 1753 durch Carl von Linné in seinem Werk Species Plantarum aufgestellt.
Die Gattung Atraphaxis gehört zur Tribus Polygoneae in der Unterfamilie Polygonoideae innerhalb der Familie Polygonaceae.

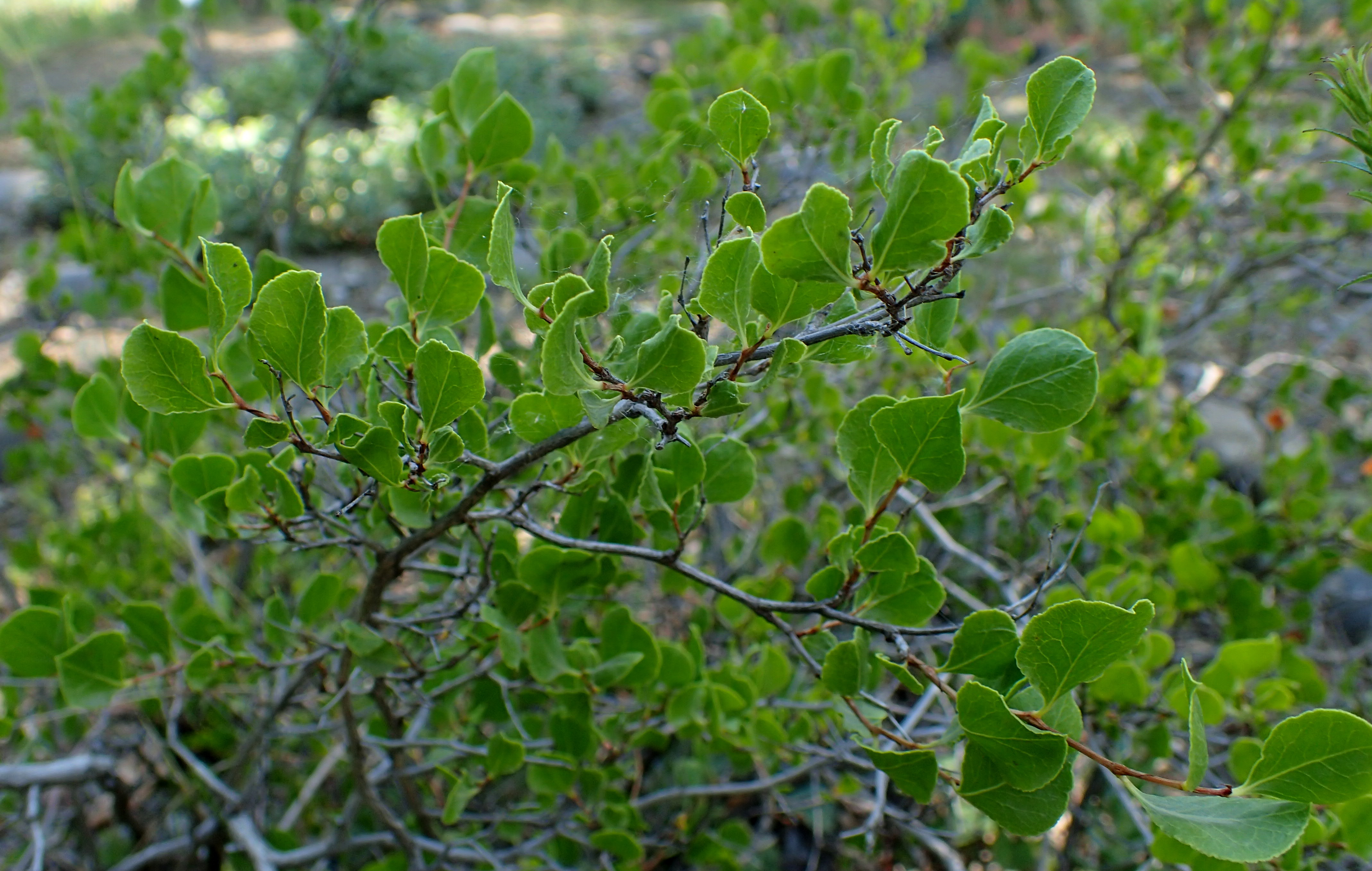
Atraphaxis caucasica

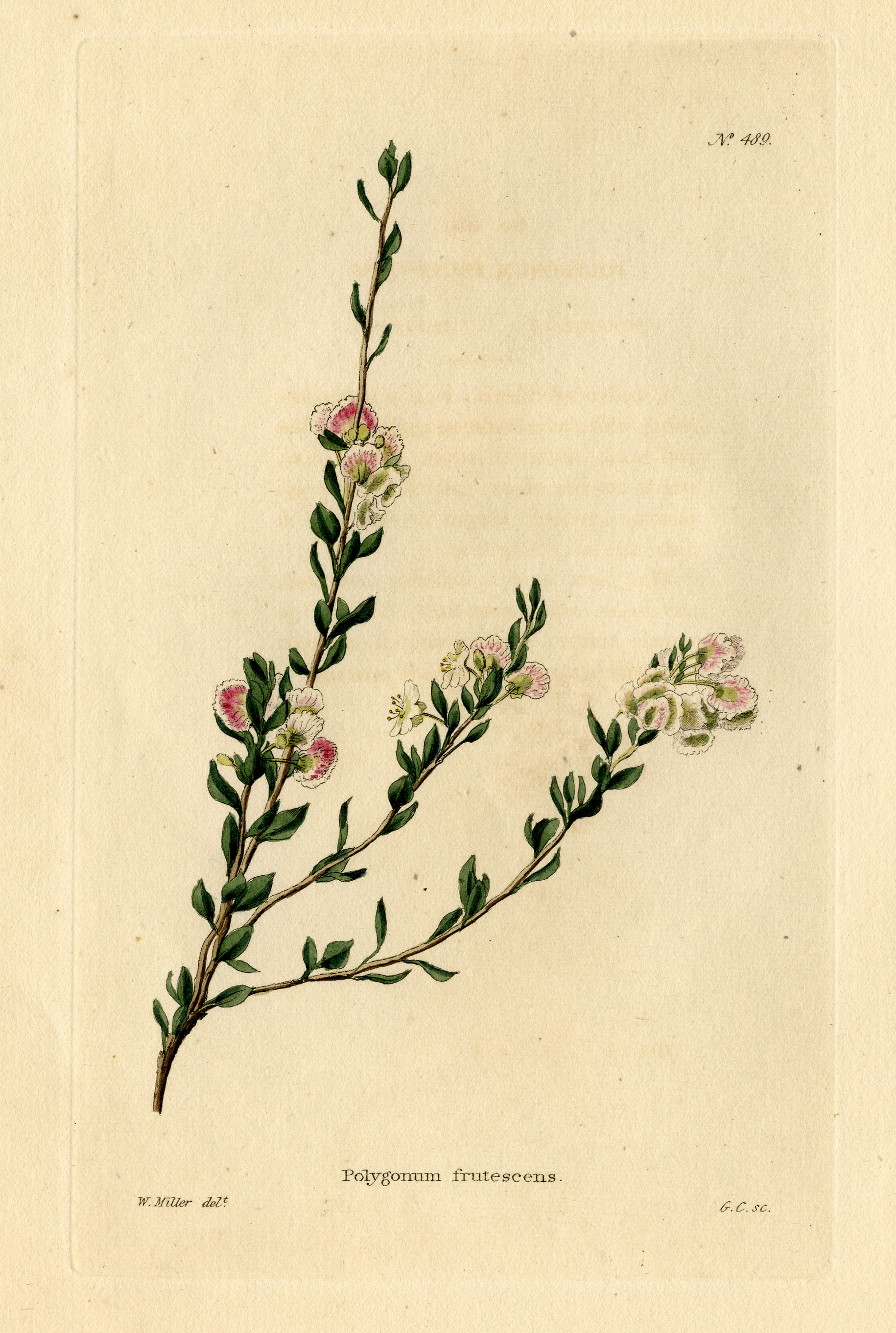
Kleinstrauchiger Bocksweizen (Atraphaxis frutescens), Illustration

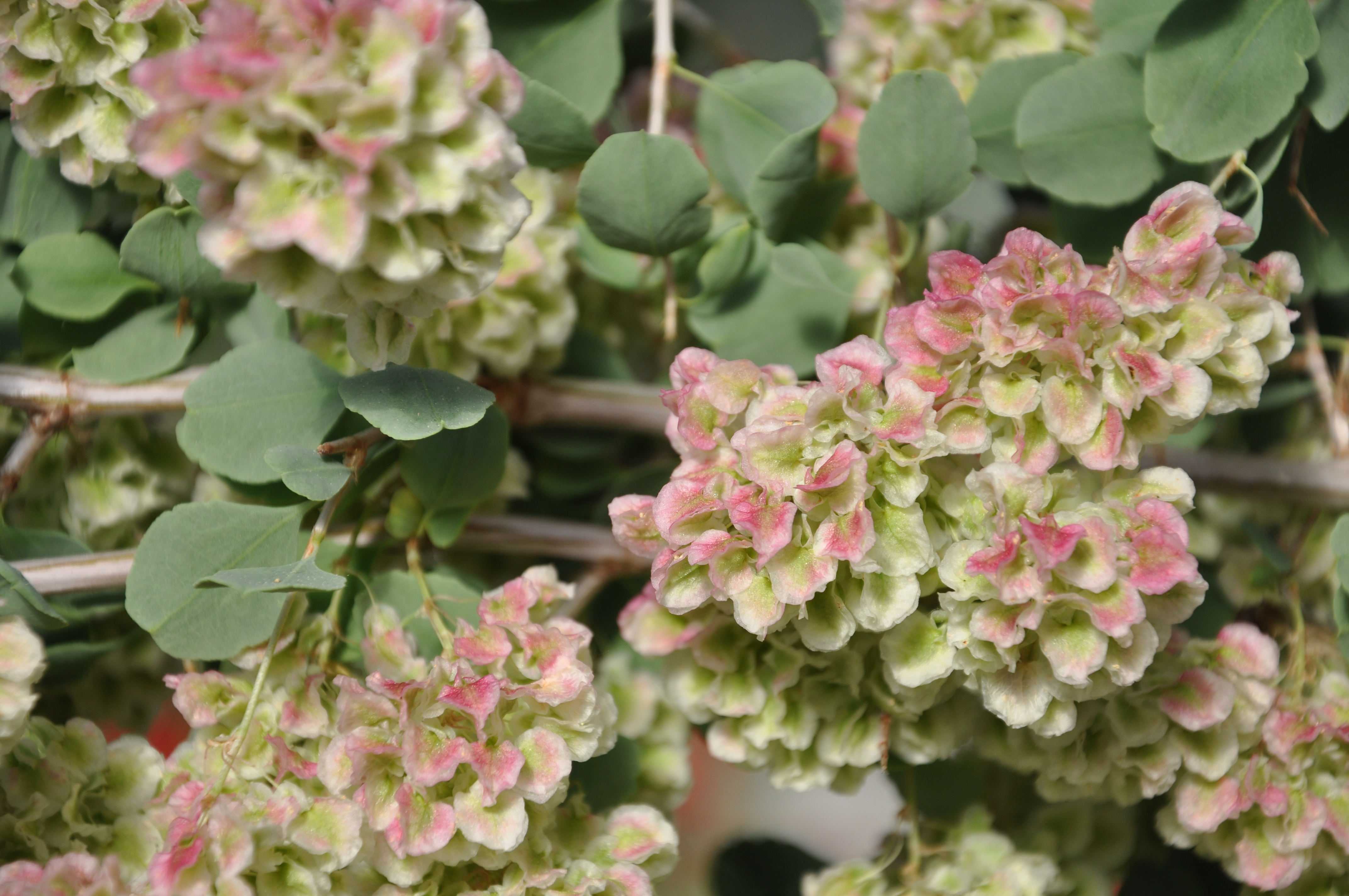
Atraphaxis pyrifolia

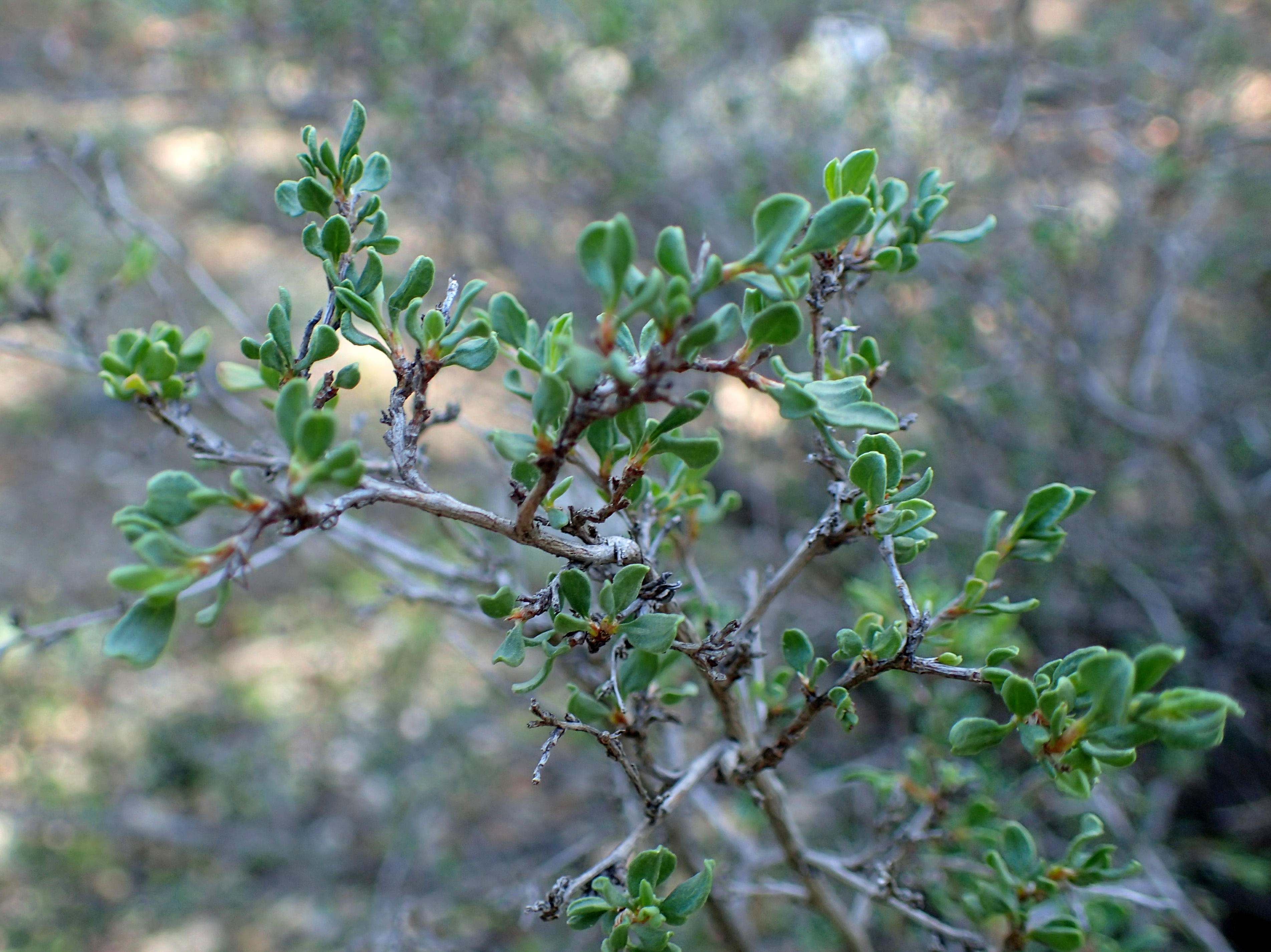
Dorniger Bocksweizen (Atraphaxis spinosa)

Die etwa 25 Arten sind in den Steppen von Mittel-, Südwest- und Nordasien und im Mittelmeerraum in Südeuropa und in Nordafrika verbreitet.
Es gibt etwa 25 Arten:
- Atraphaxis angustifolia Jaub. & Spach: Sie kommt in Aserbaidschan vor.[4]
- Atraphaxis aucheri Jaub. & Spach
- Atraphaxis avenia Botsch.
- Atraphaxis badghysi Kult.
- Atraphaxis billardierei Jaub. & Spach: Sie kommt in Griechenland, in der Türkei, im Irak, Iran, in Syrien, Armenien, Georgien und Daghestan vor.[3]
- Atraphaxis bracteata Losinsk.: Sie kommt in China und in der Mongolei vor.[2]
- Atraphaxis canescens Bunge: Sie kommt in Kasachstan und in Xinjiang vor.[2]
- Atraphaxis caucasica (Hoffm.) Pavlov: Sie kommt in Armenien und in Georgien vor.[4]
- Atraphaxis compacta Ledeb.: Sie kommt im asiatischen Teil Russland, in Kasachstan, Kirgisistan, in der Mongolei und in Xinjiang vor.[2]
- Atraphaxis daghestanica (Lovelius) Lovelius: Sie kommt im Kaukasusraum vor.[4]
- Atraphaxis decipiens Jaub. & Spach: Sie kommt in Kasachstan und in Xinjiang vor.[2]
- Kleinstrauchiger Bocksweizen[5] (Atraphaxis frutescens (L.) K.Koch): Er kommt im europäischen Russland, in Sibirien, im Kaukasusraum, in Kasachstan, in Turkmenistan, in China und in der Mongolei vor.[3]
- Atraphaxis grandiflora Willd.: Sie kommt in der Türkei vor.[4]
- Atraphaxis intricata Mozaff.
- Atraphaxis irtyschensis Chang Y.Yang & Y.L.Han: Sie kommt nur im nördlichen Xinjiang vor.[2]
- Atraphaxis karataviensis Pavlov & Lipsch.
- Atraphaxis kopetdagensis Kovalevsk.
- Atraphaxis laetevirens (Ledeb.) Jaub. & Spach: Sie kommt in Kasachstan, im asiatischen Teil Russlands, in Kirgisistan, in Xinjiang und in der Mongolei vor.[2]
- Atraphaxis macrocarpa Rech.f. & Schiman-Czeika
- Atraphaxis manshurica Kitag.: Sie kommt in China vor.[2]
- Atraphaxis muschketovii Krasn.: Sie kommt in Kasachstan vor.[3]
- Atraphaxis pungens (M.Bieb.) Jaub. & Spach: Sie kommt in Kasachstan, im asiatischen Teil Russlands, in China, in der Mongolei und vielleicht auch in Indien vor.[2]
- Atraphaxis pyrifolia Bunge: Sie kommt in Indien, Pakistan, Afghanistan, Kasachstan, Kirgisistan, Tadschikistan und in Xinjiang vor.[3]
- Atraphaxis rodinii Botsch.
- Atraphaxis seravschanica Pavlov: Sie kommt in Usbekistan, Kasachstan, Tadschikistan und Turkmenistan vor.[3]
- Dorniger Bocksweizen[5] (Atraphaxis spinosa L.): Er kommt im südlichen europäischen Teil Russlands, in Ägypten, Israel, Jordanien, Syrien, im Libanon und in der Türkei, in Saudi-Arabien, im Iran, in Afghanistan, Pakistan, im Kaukasusraum, in Zentralasien, in Xinjiang und in der Mongolei vor.[3]
- Atraphaxis suaedifolia Jaub. & Spach
- Atraphaxis teretifolia (Popov) Kom.
- Atraphaxis virgata (Regel) Krasn.: Sie kommt in Kasachstan, Kirgisistan, Tadschikistan, Turkmenistan, in Xinjiang, im asiatischen Teil Russlands und in der Mongolei vor.[2]

## Verwendung
Die Arten werden meist nur als Liebhaberpflanzen in Stein- und Steppengärten verwendet. Sie zeichnen sich dabei durch ihre langanhaltende Blüte aus.

## Nachweise